# Samsung DeX

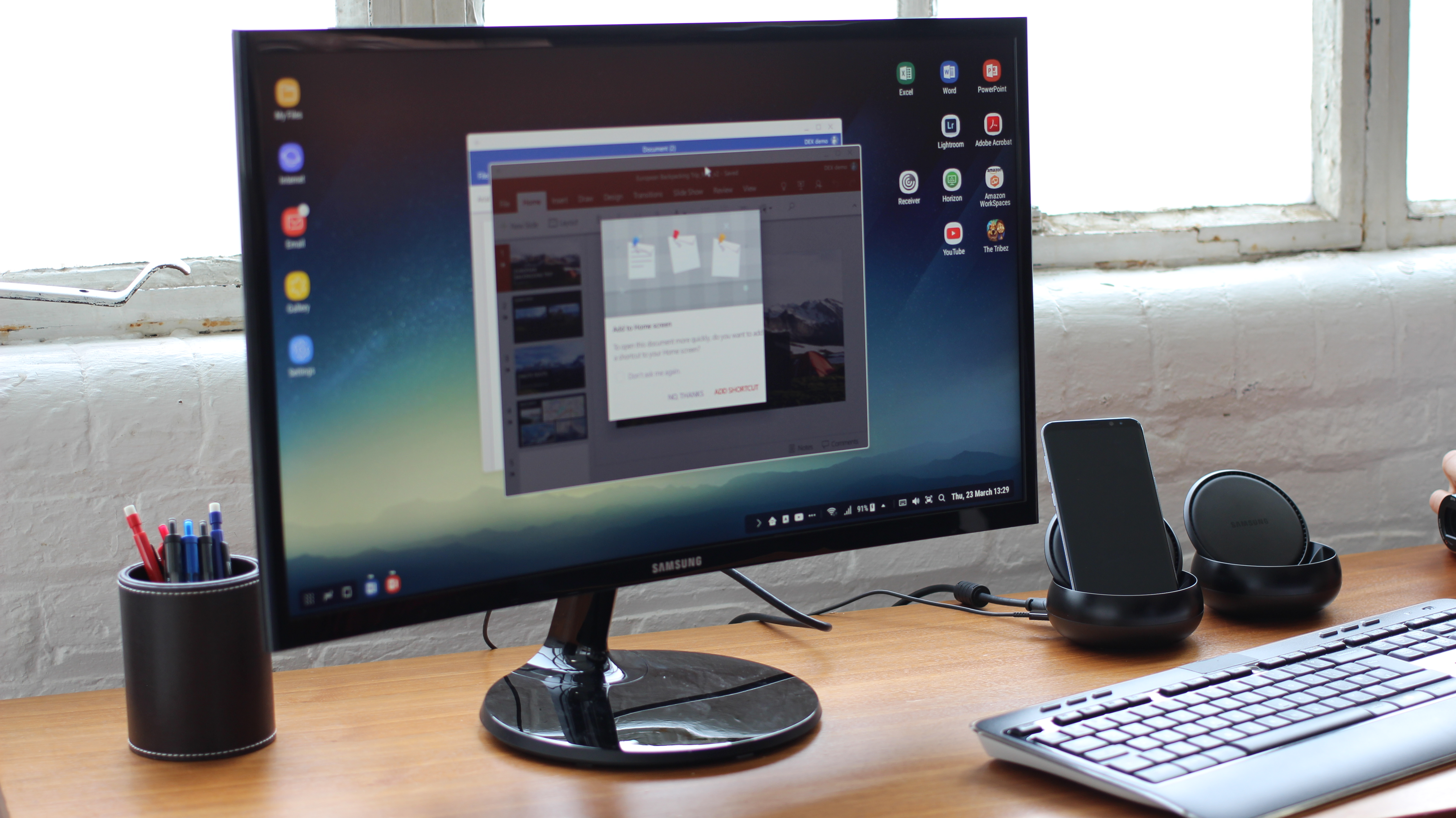
Aparelho conectado aos componentes externos

Samsung DeX é um acessório fabricado pela empresa sul-coreana Samsung, inicialmente exclusivo para uso com o aparelho Samsung Galaxy S8. O acessório conecta o dispositivo móvel a um mouse, teclado e monitor para transformar o smartphone em um desktop. Foi lançado em julho de 2017 no Brasil.